# Ertharin Cousin
Ertharin Cousin (n. 1957) este un om politic american.  În perioada 2009 - 2012, a lucrat la Ambasada SUA de pe lângă Organizația ONU pentru Alimentație.  În prezent deține funcția de președinte a Programului Alimentar Mondial.
În 2014, publicația Forbes i-a atribuit locul 45 printre cele mai puternice femei din lume.
De aceeași apreciere s-a bucurat și din partea revistei Time, care a nominalizat-o printre primele o sută de personalități ale anului.
1. ↑   https://www.bayer.com/de/aufsichtsrat/ertharin-cousin, accesat în 21 aprilie 2021 Lipsește sau este vid: |title= (ajutor)
2. ↑  Davos 2014 Participant List
3. ↑  LinkedIn, accesat în 23 decembrie 2021